# A Real Madrid CF 2017–2018-as szezonja
A Real Madrid CF 2017–2018-as szezonja sorozatban a csapat a 87., összességében pedig a 114. idénye volt a spanyol első osztályban. A klub ebben az idényben a bajnokságon kívül a hazai kupasorozatban, a Copa del Rey-ben, valamint a Bajnokok Ligájában, az UEFA-szuperkupa és a klubvilágbajnokság küzdelmeiben szerzett indulási jogot. A szezon 2017. július 23-án kezdődött és 2018. május 26-án ért véget.

## Mezek
Gyártó: Adidas/
mezszponzor: Emirates
| Hazai | Vendég | Harmadik |

| Kapus 1 | Kapus 2 | Kapus 3 |

## A szezon áttekintése

### Június
2017. június 26-án Diego Llorente a Málaga kölcsön után a Real Sociedadhoz igazolt öt évre. Pepe a szerződése lejárta után ingyen igazolhatóvá vált. Június 30-án távozó Mariano Díaz a francia Lyon csapatához ötéves szerződést írt alá.

### Július
2017. július 4-én a klub portugál ikonikus alakja, Pepe szerződése lejártával a török Beşiktaş csapatához igazolt.
Július 5-én Fábio Coentrão egy évre kölcsönbe került a portugál Sportinghoz. Július 5-én az ősi városi rivális Atlético Madridtól érkezett Theo Hernández, aki hatéves szerződést írt alá a királyi gárdával.
Július 11-én a Bayern München a saját honlapján jelentette be, hogy két évre kölcsönvette a kolumbiai középpályást, James Rodríguezt.  A csatár Burgui ingyen az Alavéshez igazolt.
Július 15-én a 20 éves Dani Ceballos hatéves szerződést írt alá a Bajnokok Ligája-győztes királyiakkal.
21-én a Chelsea saját honlapján jelentette be, hogy Morata egy szezon után Angliába igazol, hírek szerint 80 millió euróért.
22-én a Bayern Münchenhez kölcsönbe távozó James 10-es mezszámát Luka Modrić kapta meg.
23-án a Manchester City a saját honlapján jelentette be, hogy megegyeztek a királyiakkal és leigazolták a brazil jobbhátvédet, Danilót.

### Augusztus
2017. augusztus 8-án Ronaldo nélkül is magabiztos győzelmet aratott a 2017-es UEFA-szuperkupa mérkőzésen a Manchester United ellen Szkopjéban, Casemiro és Isco góljára csak Lukaku tudott válaszolni. Öt nappal később a spanyol szuperkupa első mérkőzésén Camp Nouban a Barcelona ellen 3–1-es győzelmet aratott. Három nappal később Madridban 2–0-s, összességében pedig 5–1-es győzelemmel hódították el a spanyol szuperkupát. A játékvezető kiállította Ronaldót, így a portugál klasszis nélkül várhatták a szezon kezdetét. 20-án A Coruñában kezdte meg a bajnoki szezont a csapat, Bale, Casemiro és Kroos góljaival 3–0-ra győztek. Ramos a 92. percben megszerezte második sárga lapját, a bíró pedig kiállította a csapat kapitányát. Egy héttel később hazai pályán a Valencia ellen 2–2-es döntetlenre végződött találkozón Marco Aseniso duplázott.

### Szeptember
Szeptember 9-én hazai pályán meglepetésre nem sikerült legyőzni a Levante csapatát a végeredmény 1–1-es döntetlen lett, ráadásul a 89. percben Marcelot kiállították. Négy nappal később Marcelo 2022 nyaráig szerződést hosszabbított a királyiakkal, jól érzi magát a klubnál a brazil védő. Ugyanezen a napon megkezdődtek a Bajnokok ligája csoport küzdelmei, a Real hazai pályán a ciprusi APÓL csapatát fogadta. Ronaldo duplázott és Ramos ollózos góljával a csapat 3–0-ra nyert. Egy nappal később Isco 2022-ig szóló szerződést hosszabbított. Három nappal később Dani Carvajal is szerződést hosszabbított 2022-ig. A nap későbbi részében a Sociedad otthonában 3–1-re győzött. Három nappal később Benzema 2021-ig szóló szerződést hosszabbított. Ugyanazon a napon Betis elleni hazai pályán véget ért a csapat nagy menetelése 0–1-es vereséggel.
23-án Marcos Llorente szerződését 2021-ig. meghosszabbították. Még azon a napon Ceballos megszerezte első és második gólját a bajnokságban az új csapatában, végül 2–1-es győzelmet arattak Alavés otthonában. 26-án a Bajnokok ligája csoportkör következő fordulójában sikerült a történelmi győzelem a Borussia Dortmund elleni 3–1-re. Egy nap Raphaël Varane 2020-ig szóló szerződést hosszabbított meg 2022-ig. mi győzelem a Borussia Dortmund elleni 3–1-re. 28-án Marco Aseniso is szerződést hosszabbított 2023-ig.

## Felkészülési mérkőzések

### Barátságos találkozók
| 2017. július 23. |

| Real Madrid                              | 1 – 1 (h. u.)       | Manchester United                          |
| ---------------------------------------- | ------------------- | ------------------------------------------ |
| Casemiro 69' (11-esből) Óscar 85'        | (0 – 1) Jegyzőkönyv | 45+1' Lingard                              |
| Büntetőpárbaj                            |                     |                                            |
| Kovačić Óscar Quezada Hernández Casemiro | 1–2                 | Martial McTominay Mhitarján Lindelöf Blind |

| Levi's Stadium, Santa Clara Egyesült Államok Nézőszám: 65 109 Játékvezető: Kevin Stott (amerikai) |

| 2017. július 26. |

| Real Madrid                       | 1 – 4       | Manchester City                                                   |
| --------------------------------- | ----------- | ----------------------------------------------------------------- |
| Óscar> 90' Nacho 33' Carvajal 41' | Jegyzőkönyv | 52' Otamendi 59' Sterling 67' Stones 67' Díaz 29' Touré 88' Nasri |

| Los Angeles Memorial Coliseum, Los Angeles Egyesült Államok Nézőszám: 93,098 Játékvezető: Baldomero Toledo (amerikai) |

| 2017. július 29. |

| Real Madrid                                     | 2—3         | Barcelona                                           |
| ----------------------------------------------- | ----------- | --------------------------------------------------- |
| Kovačić 14' Asensio 36' Varane 22' Carvajal 60' | Jegyzőkönyv | 3' Messi 7' Rakitić 50' Piqué Suárez 60' Samper 78' |

| Hard Rock Stadion, Miami Gardens (Florida, Miami-Dade megye) Egyesült Államok Nézőszám: 66,014 Játékvezető: Jair Marrufo (Egyesült Államok) |

| 2017. augusztus 2. |

| MLS All-Stars /                 | 1 – 1 (h. u.) | Real Madrid                  |
| ------------------------------- | ------------- | ---------------------------- |
| Dwyer 87'                       | Jegyzőkönyv   | 59' Mayoral                  |
| Büntetőpárbaj                   |               |                              |
| Dwyer dos Santos Valeri Almirón | 2–4           | Benzema Bale Kovačić Marcelo |

| Soldier Field, Chicago Egyesült Államok Nézőszám: 61,428 Játékvezető: Allen Chapman (amerikai) |

| 2017. július 23. |

| Real Madrid                              | 1 – 1 (h. u.)       | Manchester United                          |
| ---------------------------------------- | ------------------- | ------------------------------------------ |
| Casemiro 69' (11-esből) Óscar 85'        | (0 – 1) Jegyzőkönyv | 45+1' Lingard                              |
| Büntetőpárbaj                            |                     |                                            |
| Kovačić Óscar Quezada Hernández Casemiro | 1–2                 | Martial McTominay Mhitarján Lindelöf Blind |

| Levi's Stadium, Santa Clara Egyesült Államok Nézőszám: 65 109 Játékvezető: Kevin Stott (amerikai) |

| 2017. július 26. |

| Real Madrid                       | 1 – 4       | Manchester City                                                   |
| --------------------------------- | ----------- | ----------------------------------------------------------------- |
| Óscar> 90' Nacho 33' Carvajal 41' | Jegyzőkönyv | 52' Otamendi 59' Sterling 67' Stones 67' Díaz 29' Touré 88' Nasri |

| Los Angeles Memorial Coliseum, Los Angeles Egyesült Államok Nézőszám: 93,098 Játékvezető: Baldomero Toledo (amerikai) |

| 2017. július 29. |

| Real Madrid                                     | 2—3         | Barcelona                                           |
| ----------------------------------------------- | ----------- | --------------------------------------------------- |
| Kovačić 14' Asensio 36' Varane 22' Carvajal 60' | Jegyzőkönyv | 3' Messi 7' Rakitić 50' Piqué Suárez 60' Samper 78' |

| Hard Rock Stadion, Miami Gardens (Florida, Miami-Dade megye) Egyesült Államok Nézőszám: 66,014 Játékvezető: Jair Marrufo (Egyesült Államok) |

| 2017. augusztus 2. |

| MLS All-Stars /                 | 1 – 1 (h. u.) | Real Madrid                  |
| ------------------------------- | ------------- | ---------------------------- |
| Dwyer 87'                       | Jegyzőkönyv   | 59' Mayoral                  |
| Büntetőpárbaj                   |               |                              |
| Dwyer dos Santos Valeri Almirón | 2–4           | Benzema Bale Kovačić Marcelo |

| Soldier Field, Chicago Egyesült Államok Nézőszám: 61,428 Játékvezető: Allen Chapman (amerikai) |

| 2017. augusztus 23. |

| Real Madrid            | 2 – 1       | Fiorentina                                         |
| ---------------------- | ----------- | -------------------------------------------------- |
| Mayoral 7' Ronaldo 33' | Jegyzőkönyv | 4' Veretout 49' Benassi 68' Cristóforo 89' Olivera |

| Santiago Bernabéu stadion, Madrid |

## Átigazolások

### Érkezők
| Mezszám | Poz. | Nemzet | Név             | Kor | EU | Honnan              | Szerződés megnevezése | Átigazolási időszak | Szerződés vége | Átigazolás összege | Forrás          |
| ------- | ---- | ------ | --------------- | --- | -- | ------------------- | --------------------- | ------------------- | -------------- | ------------------ | --------------- |
|         | V    | ESP    | Diego Llorente  | 23  | EU | Málaga              | Kölcsönből vissza     | Nyári               | 2020           | Ingyen             |                 |
| 3       | V    | ESP    | Jesús Vallejo   | 20  | EU | Eintracht Frankfurt | Kölcsönből vissza     | Nyári               | 2021           | Ingyen             |                 |
|         | KP   | ESP    | Burgui          | 23  | EU | Sporting Gijón      | Kölcsönből vissza     | Nyári               |                | Ingyen             |                 |
|         | KP   | ESP    | Álvaro Jiménez  | 22  | EU | Getafe              | Kölcsönből vissza     | Nyári               |                | Ingyen             |                 |
| 18      | KP   | ESP    | Marcos Llorente | 22  | EU | Alavés              | Kölcsönből vissza     | Nyári               |                | Ingyen             |                 |
|         | CS   | ESP    | Raúl de Tomás   | 22  | EU | Real Valladolid     | Kölcsönből vissza     | Nyári               |                | Ingyen             |                 |
| 21      | CS   | ESP    | Borja Mayoral   | 20  | EU | VfL Wolfsburg       | Kölcsönből vissza     | Nyári               | 2021           | Ingyen             |                 |
| 15      | V    | FRA    | Theo Hernández  | 19  | EU | Atlético Madrid     | átigazolás            | Nyári               | 2023           | 30M €              | Real Madrid.com |
| 24      | KP   | ESP    | Dani Ceballos   | 20  | EU | Real Betis          | átigazolás            | Nyári               | 2023           | 17M €              | Real Madrid.com |
| 19      | KP   | MAR    | Achraf Hakimi   | 18  | EU | R.M. Castilla       | promotált             | Nyári               | 2018           | ingyen             |                 |

Összes kiadás:  € 49 000 000

### Távozók
| Mezszám | Dátum            | Poszt | Nemzet | Név             | Kor | Hová             | Ár                  | jegyzet                                                |
| ------- | ---------------- | ----- | ------ | --------------- | --- | ---------------- | ------------------- | ------------------------------------------------------ |
|         | 2017. június 26. | V     | ESP    | Diego Llorente  | 23  | Real Sociedad    | 6 M €               | RealSociedad.com                                       |
| 3       | 2017. július 4.  | V     | POR    | Pepe            | 34  | Beşiktaş JK      | Lejárt a szerződése | Beşiktaş J.K.                                          |
| 18      | 2017. június 30. | V     | DOM    | Mariano Díaz    | 23  | Lyon             | 8 M €               | RealMadrid.com                                         |
| 15      | 2017. július 5.  | V     | POR    | Fábio Coentrão  | 29  | Sporting         | Kölcsönbe           | RealMadrid.com                                         |
| 10      | 2017. július 11. | KP    | COL    | James Rodríguez | 25  | Bayern München   | Kölcsönbe 10M €     | FC Bayern verpflichtet James Rodríguez von Real Madrid |
|         | 2017. július 11. | CS    | ESP    | Burgui          | 23  | Deportivo Alavés | ingyen              | El Deportivo Alavés ficha a Burgui por 4 temporadas    |
| 21      | 2017. július 21. | CS    | ESP    | Álvaro Morata   | 24  | Chelsea          | 65 M €              | Morata is a Blue                                       |
| 23      | 2017. július 23. | V     | BRA    | Danilo          | 25  | Manchester City  | 30 M €              | DANILO JOINS MANCHESTER CITY                           |

Összes bevétel:  € 122 000 000

nettó bevétel:  € 75 000 000

## Mérkőzések

### Szuperkupa
|  | Bővebben: 2017-es UEFA-szuperkupa |

| 2017. augusztus 8. 20:45 (CEST) |

| Real Madrid                                            | 2 – 1               | Manchester United                         |
| ------------------------------------------------------ | ------------------- | ----------------------------------------- |
| Casemiro(1–0) 24' Isco(2–0) 52' Carvajal 84' Ramos 86' | (1 – 0) Jegyzőkönyv | (2–1) 62' Lukaku 42' Lingard 42' Rashford |

| II. Philip Aréna, Szkopje Játékvezető: Gianluca Rocchi (olasz) Asszisztensek: Elenito Di Liberatore és Mauro Tonolini |

| Real Madrid | Man. United |

| 2017. augusztus 13 22:00 Első mérkőzés |

| Barcelona                                               | 1 – 3               | Real Madrid                                                                                      |
| ------------------------------------------------------- | ------------------- | ------------------------------------------------------------------------------------------------ |
| Messi (1–1) 77' (11-esből) • 40' Piqué 27' Busquets 57' | (0 – 0) Jegyzőkönyv | 50'(0–1)Piqué 80'(1–2)Ronaldo • 82′ 90'(1–3)Asensio 20' Casemiro 41' Bale 41' Carvajal 76' Navas |

| Camp Nou, Barcelona Nézőszám: 89 514 Játékvezető: Ricardo de Burgos Bengoetxea |

| Barcelona | Real Madrid |

| 2017. augusztus 16. 23:00 Visszavágó |

| Real Madrid                       | 2 – 0               | Barcelona                   |
| --------------------------------- | ------------------- | --------------------------- |
| Asensio (1–0) 4' Benzema(2–0) 39' | (2 – 0) Jegyzőkönyv | 83' Suárez 90+3' Mascherano |

| Santiago Bernabéu stadion, Madrid Nézőszám: 75 167 Játékvezető: José María Sánchez Martínez |

| Real Madrid | Barcelona |

### Bajnokság
|  | Bővebben: 2017–2018-as spanyol labdarúgó-bajnokság (első osztály) |

| 2017. augusztus 20. 22:15 |

| Deportivo La Coruña                                        | 0 – 3               | Real Madrid                                                              |
| ---------------------------------------------------------- | ------------------- | ------------------------------------------------------------------------ |
| Bakkali 24' Schär 53' Cartabia 60' Mosquera 84' Andone 87' | (0 – 3) Jegyzőkönyv | (0–1) 20' Bale (0–2) 27' Casemiro (0–3) 62' Kroos 90+2′ Ramos 57' Modrić |

| Riazor Stadion, A Coruña Nézőszám: 27,770 Játékvezető: José Luis González González |

| Deportivo | Real Madrid |

| 2017. augusztus 27. 22:15 |

| Real Madrid                                                      | 2–2               | Valencia                                                                                |
| ---------------------------------------------------------------- | ----------------- | --------------------------------------------------------------------------------------- |
| Asensio(1–0) 10' • (2–1) 83' Nacho 53' Casemiro 61' Carvajal 72' | (1–1) Jegyzőkönyv | 18' (1–1) • 84' Soler 77' (2–2) Kondogbia 49' Montoya 49' Parejo 81' Rodrigo 90+2' Zaza |

| Santiago Bernabéu stadion, Madrid Nézőszám: 65,107 Játékvezető: David Fernández Borbalán (spanyol) |

| Real Madrid | Valencia |

| 2017. szeptember 10. 13:00 |

| Real Madrid                                        | 1 – 1               | Levante                                        |
| -------------------------------------------------- | ------------------- | ---------------------------------------------- |
| Lucas (1–1) 36' Ramos 54' Carvajal 66' Marcelo 89′ | (1 – 1) Jegyzőkönyv | 12'(0–1) Ivi 45' Lerma 47' Alegría 60' Boateng |

| Santiago Bernabéu stadion, Madrid Nézőszám: 67,789 Játékvezető: Alejandro Hernández Hernández (spanyol) |

| Real Madrid | Levante |

| 2017. szeptember 17. 20:45 |

| Real Sociedad                                                 | 1–3               | Real Madrid                                                               |
| ------------------------------------------------------------- | ----------------- | ------------------------------------------------------------------------- |
| Rodrigues (1–1) 28' Llorente 36' Illarramendi 42' Januzaj 45' | (1–2) Jegyzőkönyv | 19'(0–1) Mayoral 36'(1–2) Rodrigues 61'(1–3)Bale 38' Asensio 64' Casemiro |

| Estadio Anoeta, Donostia-San Sebastián Nézőszám: 24,996 Játékvezető: Ignacio Iglesias Villanueva (spanyol) |

| R. Sociedad | Real Madrid |

| 2017. szeptember 20. 22:00 |

| Real Madrid | 0–1               | Real Betis                                         |
| ----------- | ----------------- | -------------------------------------------------- |
|             | (0–0) Jegyzőkönyv | 36'(0–1) Tello 38' Mandi 58' Feddal 90+4' Sanabria |

| Santiago Bernabéu stadion, Madrid Nézőszám: 61 757 Játékvezető: Antonio Mateu Lahoz (spanyol) |

| Real Madrid | Real Bestis |

| 2017. szeptember 23. 16:15 |

| Deportivo Alavés                                                         | 1–2               | Real Madrid                                        |
| ------------------------------------------------------------------------ | ----------------- | -------------------------------------------------- |
| Manu (1–1) 40' Vigaray 14' Ely 45' Medrán 61' Manu 67' Daniel Torres 87' | (1–2) Jegyzőkönyv | 10'(0–1)• 43'(1–2) Ceballos 32' Carvajal 88' Nacho |

| Mendizorrotza Stadium, Vitoria-Gasteiz Nézőszám: 19 559 Játékvezető: Alberto Undiano Mallenco (spanyol) |

| D. Alavés | Real Madrid |

| 2017. október 1. 20:45 |

| Real Madrid                                     | 2–0               | Espanyol                    |
| ----------------------------------------------- | ----------------- | --------------------------- |
| Isco (1–0) 30'•(2–0) 71' Nacho 36' Casemiro 77' | (1–0) Jegyzőkönyv | 65' Sánchez S. 90' Carcicol |

| Santiago Bernabéu stadion, Madrid Nézőszám: 71 205 Játékvezető: José Luis González González (spanyola) |

| Real Madrid | Espanyol |

| 2017. október 14. 16:15 |

| Getafe                                                 | 1–2               | Real Madrid                                                      |
| ------------------------------------------------------ | ----------------- | ---------------------------------------------------------------- |
| Molina 56'(1–1) Arambarri 34' Arambarri 34' Laszen 85' | (0–1) Jegyzőkönyv | 39' (0–1)Benzema 85'(1–2) Ronaldo 48' Kroos 58' Nacho 90+4' Theo |

| Coliseum Alfonso Pérez, Getafe Nézőszám: 15 350 Játékvezető: Juan Martínez Munuera |

| Getafe | Real Madrid |

| 2017. október 22. 20:45 |

| Real Madrid                                                      | 3 – 0               | Eibar       |
| ---------------------------------------------------------------- | ------------------- | ----------- |
| Oliveira 18'(1–0) Asensio 28'(2–0) Marcelo 82' Casemiro 23'(3–0) | (2 – 0) Jegyzőkönyv | 24' Charles |

| Santiago Bernabéu stadion, Madrid Nézőszám: 63 705 Játékvezető: Alfonso Javier Álvarez Izquierdo |

| Real Madrid | Eibar |

| 2017. október 29. 16:15 |

| Girona                                                 | 2 – 1       | Real Madrid               |
| ------------------------------------------------------ | ----------- | ------------------------- |
| Stuani 54' (1–1) Portu 58' (2–1) Aday 87' Mojica 90+4' | Jegyzőkönyv | (0–1) 12' Isco Modrić 45' |

| Estadi Montilivi, Girona Játékvezető: Alejandro Hernández Hernández |

| Girona | Real Madrid |

| 2017. november 5. 20:45 |

| Real Madrid                                                     | 3–0         | Las Palmas |
| --------------------------------------------------------------- | ----------- | ---------- |
| Casemiro 41'(1–0) Isco 45', 74'(2–0) Asensio 56'(3–0) Kroos 64' | Jegyzőkönyv | 79' Ximo   |

| Santiago Bernabéu stadion, Madrid Nézőszám: 63 326 Játékvezető: José María Sánchez Martínez |

| Real Madrid | Las Palmas |

| 2017. november 18. 20:45 |

| Atlético Madrid                                              | 0–0         | Real Madrid            |
| ------------------------------------------------------------ | ----------- | ---------------------- |
| Savić 34' Saúl 63' Koke 70' Juanfran 77' Lovas 82' Godín 89' | Jegyzőkönyv | 20' Carvajal 82' Nacho |

| Metropolitano Stadion, Madrid Nézőszám: 66 591 Játékvezető: David Fernández Borbalán |

| Atl. Madrid | Real Madrid |

| 2017. november 25. 16:15 |

| Real Madrid                                                   | 3–2         | Málaga                                                 |
| ------------------------------------------------------------- | ----------- | ------------------------------------------------------ |
| Benzema 9'(1–0) Casemiro 21'(2–1)Ronaldo 76'(3–2) Marcelo 45' | Jegyzőkönyv | 18'(1–1) Rolán 58'(2–2)Castro 29' Peñaranda 43' Adrián |

| Santiago Bernabéu stadion, Madrid Nézőszám: 75 671 Játékvezető: Jesús Gil Manzano |

| Real Madrid | Málaga |

| 2017. december 2. 20:45 |

| Athletic Club             | 0–0         | Real Madrid                                         |
| ------------------------- | ----------- | --------------------------------------------------- |
| de Marcos 45' Etxeita 57' | Jegyzőkönyv | 86′ Ramos 73' Casemiro 90+1' Carvajal 90+3' Ronaldo |

| San Mamés Stadion, Bilbao Nézőszám: 44 992 Játékvezető: Antonio Mateu Lahoz |

| A. Bilbao | Real Madrid |

| 2017. december 9. 16:15 |

| Real Madrid                                                                      | 5–0         | Sevilla                 |
| -------------------------------------------------------------------------------- | ----------- | ----------------------- |
| Nacho 3'(1–0) Ronaldo 22'(2–0)• 31' (11-esből)(3–0)Kroos 38'(4–0)Hakimi 38'(5–0) | Jegyzőkönyv | 31' J. Navas 37' Banega |

| Santiago Bernabéu stadion, Madrid Nézőszám: 76 924 Játékvezető: Juan Martínez Munuera |

| Real Madrid | Sevilla |

| 2017. december 23. 13:00 |

| Real Madrid                        | 0–3         | Barcelona                                                                 |
| ---------------------------------- | ----------- | ------------------------------------------------------------------------- |
| Ramos 59' Carvajal 63′ Marcelo 83' | Jegyzőkönyv | 54'(1–0) L. Suárez 64' (11-esből)(2–0) Messi 90+3'(2–0) Vidal 88'Busquets |

| Santiago Bernabéu stadion, Madrid Nézőszám: 80 264 Játékvezető: José Sánchez Martínez |

| Real Madrid | Barcelona |

| 2018. január 7. 20:45 |

| Celta Vigo                                         | 2–2         | Real Madrid                                       |
| -------------------------------------------------- | ----------- | ------------------------------------------------- |
| Wass (1–0) 33' Gómez (2–2) 82' Mallo 67' Aspas 88' | Jegyzőkönyv | 36'(1–1)• 38'(1–2) Bale 44' Casemiro 71' K. Navas |

| Balaídos, Vigo Nézőszám: 20 895 Játékvezető: Santiago Jaime Latre |

| Celta Vigo | Real Madrid |

| 2018. január 13. 16:15 |

| Real Madrid              | 0–1         | Villarreal                 |
| ------------------------ | ----------- | -------------------------- |
| Carvajal 58' Vázquez 89' | Jegyzőkönyv | 87'(0–1) Fornals 44' Bacca |

| Santiago Bernabéu stadion, Madrid Nézőszám: 63 477 Játékvezető: Alberto Undiano Mallenco |

| Real Madrid | Villarreal |

| 2018. január 21. 16:15 |

| Real Madrid                                                                               | 7–1         | Deportivo de La Coruña               |
| ----------------------------------------------------------------------------------------- | ----------- | ------------------------------------ |
| Nacho 32'(1–1)• 88'(7–1) Bale 42'(2–1)• 58'(3–1) Bale 68'(4–1) Ronaldo 78'(5–1)• 84'(6–1) | Jegyzőkönyv | 23'(0–1) Adrián 38' Andone 56' Pérez |

| Santiago Bernabéu stadion, Madrid Nézőszám: 63 468 Játékvezető: David Fernández Borbalán |

| Real Madrid | Deportivo |

| 2018. január 28. 16:15 |

| Valencia                          | 1–4         | Real Madrid |
| --------------------------------- | ----------- | --- |
| Mina 58'(1–2) Gayà 60' Parejo 87' | Jegyzőkönyv | 16' (11-esből)(0–1)• 38' (11-esből)(0–2)Ronaldo 84'(1–3)Marcelo 89'(1–4)Kroos 52' Bale 63' Varane 71' Carvajal |

| Estadio Mestalla, Valencia Nézőszám: 47 076 Játékvezető: Javier Estrada Fernández |

| Valencia | Real Madrid |

| 2018. február 3. 20:45 |

| Levante                                                          | 2–2         | Real Madrid                                                |
| ---------------------------------------------------------------- | ----------- | ---------------------------------------------------------- |
| Boateng 42' (1–1) Pazzini 89'(2–2) Doukouré 13' Ivi 26' Coke 88' | Jegyzőkönyv | 11'(0–1) 21' Ramos 81'(1–2) Ramos 84' Asensio 90+1' Varane |

| Estadi Ciutat de València, Valencia Nézőszám: 23 542 Játékvezető: Mario Melero López |

| Levante | Real Madrid |

| 2018. február 10. 20:45 |

| Real Madrid                                                                                       | 5–2               | Real Sociedad                                           |
| ------------------------------------------------------------------------------------------------- | ----------------- | ------------------------------------------------------- |
| Vázquez 1' (1–0) Ronaldo 27' (2–0) 37' (4–0) 80' (5–1) Kroos 34' (3–0) Carvajal 49' Kovačić 90+1' | (4–0) Jegyzőkönyv | 74' (3–1)Bautista 83' (5–1)Illarramendi 47' de la Bella |

| Santiago Bernabéu stadion, Madrid Nézőszám: 63 811 Játékvezető: Alejandro Hernández Hernández |

| Real Madrid | R. Sociedad |

| 2018. február 18. 20:45 (tv:Sport 1) |

| Real Betis                                                                      | 3 – 5               | Real Madrid |
| ------------------------------------------------------------------------------- | ------------------- | --- |
| Mandi 33' (1–1) Nacho 37' (2–1) León 85'(3–4) Barragán 44' Júnior 48' Loren 61' | (2 – 1) Jegyzőkönyv | 11' (0–1) 59'(2–3) Asensio 49' (2–2) Ramos 59'(2–4) Ronaldo 90+2'(3–5) Benzema 5' Carvajal 45' Kovačić 54' Ramos 57' Bale 81' Casemiro |

| Benito Villamarín Stadion, Sevilla Nézőszám: 53 486 Játékvezető: Jesús Gil Manzano (spanyol) |

| Real Betis | Real Madrid |

| 2018. február 21. 18:45 (tv:Sport 1) |

| Leganés                                         | 1–3               | Real Madrid                                                         |
| ----------------------------------------------- | ----------------- | ------------------------------------------------------------------- |
| Bustinza 6'(1–0) Rico 51' Cuéllar 85' Pérez 86' | (1–2) Jegyzőkönyv | 11'(1–1)Vázquez 29'(1–2)Casemiro 90' (11-esből)(1–3)Ramos 57' Ramos |

| Estadio Municipal de Butarque, Leganés Nézőszám: 11 423 Játékvezető: José Luis González González (spanyol) |

| Leganés | Real Madrid |

| 2018. február 24. 16:15 |

| Real Madrid                                                                      | 4–0               | Deportivo Alavés     |
| -------------------------------------------------------------------------------- | ----------------- | -------------------- |
| Ronaldo 44'(1–0) 61'(3–0) Bale 46'(2–0) Benzema 89' (11-esből)(4–0) Llorente 82' | (1–0) Jegyzőkönyv | 5' Pérez 20' Sobrino |

| Santiago Bernabéu stadion, Madrid Nézőszám: 75 181 Játékvezető: Javier Estrada Fernández (spanyol) |

| D. Alavés | Real Madrid |

| 2018. február 27. 20:00 |

| Espanyol                    | 1–0               | Real Madrid |
| --------------------------- | ----------------- | ----------- |
| Gerard 90+3'(1–0) Aarón 81' | (0–0) Jegyzőkönyv | 37' Bale    |

| Estadi Cornellà-El Prat, Cornellà de Llobregat Nézőszám: 19,805 Játékvezető: José María Sánchez Martínez (spanyol) |

| Espanyol | Real Madrid |

| 2018. március 3. 20:45 |

| Real Madrid                                      | 3–1               | Getafe                               |
| ------------------------------------------------ | ----------------- | ------------------------------------ |
| Bale 24'(1–0) Ronaldo 45'(2–0) 78'(3–1)Nacho 34' | (2–0) Jegyzőkönyv | 65' (11-esből)(2–1) 53' Portillo 47′ |

| Santiago Bernabéu stadion, Madrid Nézőszám: 55 106 Játékvezető: Mario Melero López (Spanyol) |

| Real Madrid | Getafe |

| 2018. március 10. 13:00 |

| Eibar              | 1–2               | Real Madrid                        |
| ------------------ | ----------------- | ---------------------------------- |
| Ramis 50'(1–1) 45' | (0–1) Jegyzőkönyv | 34'(0–1)• 84'(1–2)Ronaldo 30' Bale |

| Ipurua Municipal stadion, Eibar Nézőszám: 6 707 Játékvezető: José Luis Munuera Montero (spanyol) |

| Eibar | Real Madrid |

| 2018. március 18. 20:45 |

| Real Madrid                                                 | 6–3               | Girona                                                   |
| ----------------------------------------------------------- | ----------------- | -------------------------------------------------------- |
| Ronaldo 11' 47' 64' 90+1' Vázquez 59' Bale 86' Carvajal 52' | (1–1) Jegyzőkönyv | 29'• 67' Stuani 88' Juanpe 30' Mojica 90+4' Álex Granell |

| Santiago Bernabéu stadion, Madrid Nézőszám: 59,205 Játékvezető: Jesús Gil Manzano |

| Real Madrid | Girona |

| 2018. március 31. 18:30 |

| Las Palmas                      | 0–3               | Real Madrid                                     |
| ------------------------------- | ----------------- | ----------------------------------------------- |
| Momo 36' Gálvez 45' Navarro 51' | (0–1) Jegyzőkönyv | 26'• 51' (11-esből) Bale 39' (11-esből) Benzema |

| Estadio Gran Canaria, Las Palmas de Gran Canaria Nézőszám: 22,785 |

| Las Palmas | Real Madrid |

| 2018. április 8. 16:15 |

| Real Madrid                       | 1–1               | Atlético Madrid                     |
| --------------------------------- | ----------------- | ----------------------------------- |
| Ronaldo 53' Kroos 14' Vázquez 88' | (0–0) Jegyzőkönyv | 57' Griezmann Vitolo 17' Partey 34' |

| Santiago Bernabéu stadion, Madrid Nézőszám: 78,536 Játékvezető: Javier Estrada Fernández |

| Real Madrid | Atl. Madrid |

| 2018. április 15. 20:45, (tv:Sport1) |

| Málaga                                                       | 1–2               | Real Madrid           |
| ------------------------------------------------------------ | ----------------- | --------------------- |
| Rolán 90+3' Ricca 35' Iturra 55' Rodriguez 81' Rosales 90+2' | (0–1) Jegyzőkönyv | Isco 29' Casemiro 63' |

| La Rosaleda Stadium, Málaga Nézőszám: 27,112 Játékvezető: Ricardo de Burgos Bengoetxea |

| Málaga | Real Madrid |

| 2018. április 18. 21:30 |

| Real Madrid                            | 1–1               | Athletic Club                                             |
| -------------------------------------- | ----------------- | --------------------------------------------------------- |
| Ronaldo 87' Vázquez 46' Carvajal 90+2' | (0–1) Jegyzőkönyv | 14' 39' Williams 61' Iturraspe 84' De Marcos 89' San José |

| Santiago Bernabéu stadion, Madrid Nézőszám: 59,193 Játékvezető: Juan Martínez Munuera |

| Real Madrid | Ath. Bilbao |

| 2018. április 28. 18:30 (tv:Sport 2) |

| Real Madrid         | 2–1               | Leganés                               |
| ------------------- | ----------------- | ------------------------------------- |
| Bale 8' Mayoral 45' | (2–0) Jegyzőkönyv | 66' Brašanac 73' Zaldúa 90+3′ Gabriel |

| Santiago Bernabéu stadion, Madrid Nézőszám: 59 193 Játékvezető: Ignacio Iglesias Villanueva |

| Real Madrid | Leganés |

| 2018. május 6. 20:45 (tv:Sport 1) |

| Barcelona                                                 | 2–2               | Real Madrid                                                         |
| --------------------------------------------------------- | ----------------- | ------------------------------------------------------------------- |
| L. Suárez 10' 44' Messi 52' 45' Roberto 45+3′ Rakitić 85' | (1–1) Jegyzőkönyv | 14' Ronaldo 72' 76' Bale 12' Nacho 31' Varane 44' Ramos 77' Marcelo |

| Camp Nou, Barcelona Nézőszám: 97,939 Játékvezető: Alejandro José Hernández Hernández |

| Barcelona | Real Madrid |

| 2018. május 9. 21:30 (tv:Sport 1) |

| Sevilla                                                                   | 3–2               | Real Madrid                            |
| ------------------------------------------------------------------------- | ----------------- | -------------------------------------- |
| Ben Yedder 26' Layún 45' Ramos 84' Mercado 42' Pizarro 69' Escudero 90+5' | (2–0) Jegyzőkönyv | 87' Mayoral 90+5' (11-esből) 83' Ramos |

| Estadio Ramón Sánchez Pizjuán, Sevilla Nézőszám: 38,524 Játékvezető: Antonio Mateu Lahoz |

| Sevilla | Real Madrid |

| 2018. május 12. 20:45 |

| Real Madrid                                          | 6–0               | Celta Vigo |
| ---------------------------------------------------- | ----------------- | ---------- |
| Bale 13' 30' Isco 42' Hakimi 52' Gómez 74' Kroos 81' | (3–0) Jegyzőkönyv | 84' Mallo  |

| Santiago Bernabéu stadion, Madrid Nézőszám: 56,474 Játékvezető: Pablo González Fuertes |

| Real Madrid | Celta Vigo |

| 2018. május 19. 18:30 |

| Villarreal                                              | 2–2               | Real Madrid                                            |
| ------------------------------------------------------- | ----------------- | ------------------------------------------------------ |
| Roger 70' 88' Castillejo 85' 79' Álvaro 79' Salem 90+4' | (0–2) Jegyzőkönyv | 11' Bale 32' Ronaldo 48' Modrić 84' Casemiro 89' Kroos |

| Estadio El Madrigal, Vila-real Nézőszám: 18,891 Játékvezető: José Sánchez Martínez |

| Villarreal | Real Madrid |

### Kupa
Legjobb 32 között
|  | Bővebben: 2017–2018-as spanyol labdarúgókupa |

| 2017. október 26. 21:30 első mérkőzés |

| Fuenlabrada                           | 0–2               | Real Madrid                                               |
| ------------------------------------- | ----------------- | --------------------------------------------------------- |
| F. G arca 62' Candela 79′ C. Díaz 84' | (0–0) Jegyzőkönyv | 63' (11-esből) Asensio 80' (11-esből) Vázquez 89′ Vallejo |

| Estadio Fernando Torres, Fuenlabrada, Nézőszám: 7 200 Játékvezető: Ignacio Iglesias Villanueva |

| 2017. november 28. 21:30 visszavágó |

| Real Madrid               | 2–2               | Fuenlabrada                                 |
| ------------------------- | ----------------- | ------------------------------------------- |
| Mayoral 62' 70' Óscar 60' | (0–0) Jegyzőkönyv | 25' Milla 89' Portilla 58' Aias 83' C. Díaz |

| Santiago Bernabéu stadion, Madrid Nézőszám: 49 638 Játékvezető: Pablo González Fuertes |

| 2018. január 4. 21:00 első mérkőzés |

| Numancia                                                      | 0–3               | Real Madrid                                                                     |
| ------------------------------------------------------------- | ----------------- | ------------------------------------------------------------------------------- |
| Diamanka 35' Larrea 38' Marín 51' Medina 82' C. Gutiérrez 88' | (0–1) Jegyzőkönyv | 35' (11-esből) Bale 89' (11-esből) Isco 90+1' Mayoral 59' Vallejo 90+3' Kovačić |

| Nuevo Estadio Los Pajaritos, Soria, Nézőszám: 8 787 Játékvezető: Javier Estrada Fernández |

| 2018. január 10. 21:30 visszavágó |

| Real Madrid                  | 2–2               | Numancia                                          |
| ---------------------------- | ----------------- | ------------------------------------------------- |
| Vázquez 10' 59' Casemiro 87' | (1–1) Jegyzőkönyv | 45' 82' Guillermo 18' Grego Sierra 84' Dani Calvo |

| Santiago Bernabéu stadion, Madrid Nézőszám: 37 553 Játékvezető: José Luis Munuera Montero |

| 2018. január 18. 21:30 első mérkőzés |

| Leganés                            | 0–1               | Real Madrid |
| ---------------------------------- | ----------------- | ----------- |
| ez-Zahr 39' Gumbau 62' Naranjo 67' | (0–0) Jegyzőkönyv | 89' Asensio |

| Estadio Municipal de Butarque, Leganés, Nézőszám: 11 327 Játékvezető: José María Sánchez Martínez |

| 2018. január 24. 21:30 visszavágó |

| Real Madrid           | 1–2               | Leganés                                  |
| --------------------- | ----------------- | ---------------------------------------- |
| Benzema 47' Ramos 80' | (1–1) Jegyzőkönyv | 31' Eraso 55' Gabriel 27' Tito 75' Nereo |

| Santiago Bernabéu stadion, Madrid Nézőszám: 46 409 Játékvezető: Jesús Gil Manzano |

### Klubvilágbajnokság
|  | Bővebben: 2017-es FIFA-klubvilágbajnokság |

| 2017. december 13. 21:00 |

| Al-Dzsazira   | 1–2               | Real Madrid          |
| ------------- | ----------------- | -------------------- |
| Romarinho 41' | (1–0) Jegyzőkönyv | Ronaldo 53' Bale 81' |

| Városi Sportstadion, Abu-Dzabi Nézőszám: 36 650 Játékvezető: Sandro Ricci (brazil) |

| 2017. december 16. 21:00 |

| Real Madrid | 1–0               | Grêmio |
| ----------- | ----------------- | ------ |
| Ronaldo 53' | (0–0) Jegyzőkönyv |        |

| Városi Sportstadion, Abu-Dzabi Nézőszám: 41 094 Játékvezető: César Arturo Ramos (mexikói) |

### Bajnokok ligája
|  | Bővebben: 2017–2018-as UEFA-bajnokok ligája |

| Hely. | Csapat            | M | Gy | D | V | G+ | G– | Gk  | P  | Továbbjutás                                |
| ----- | ----------------- | - | -- | - | - | -- | -- | --- | -- | ------------------------------------------ |
| 1.    | Tottenham Hotspur | 6 | 5  | 1 | 0 | 15 | 4  | +11 | 16 | Továbbjutott az egyenes kieséses szakaszba |
| 2.    | Real Madrid       | 6 | 4  | 1 | 1 | 17 | 7  | +10 | 13 | Továbbjutott az egyenes kieséses szakaszba |
| 3.    | Borussia Dortmund | 6 | 0  | 2 | 4 | 7  | 13 | −6  | 2  | Átkerült az Európa-ligába                  |
| 4.    | APÓEL             | 6 | 0  | 2 | 4 | 2  | 17 | −15 | 2  |                                            |

| 2017. szeptember 13. 20:45 |

| Real Madrid                                                         | 3–0               | APÓEL                              |
| ------------------------------------------------------------------- | ----------------- | ---------------------------------- |
| Ronaldo(1–0) 12' • (2–0) 51' (11-esből) Ramos(3–1) 61' Carvajal 51' | (1–0) Jegyzőkönyv | 53' Roland 63' Ebecilio 90' Farías |

| Santiago Bernabéu stadion, Madrid, Spanyolország Játékvezető: Benoît Bastien (francia) |

| APÓEL | Real Madrid |

| 2017. szeptember 26. 20:45 |

| Borussia Dortmund                        | 1–3               | Real Madrid                                                           |
| ---------------------------------------- | ----------------- | --------------------------------------------------------------------- |
| Aubameyang(1–2) 58' Toprak 52' Weigl 63' | (0–1) Jegyzőkönyv | 18'(0–1)• 29' Bale 50'(0–2)• 79'(1–3) Ronaldo 39' Carvajal 40' Modrić |

| Signal Iduna Park, Dortmund, Németország Nézőszám: 65,849 Játékvezető: Björn Kuipers (holland) |

| B. Dortmund | Real Madrid |

| 2017. október 17. 20:45 |

| Real Madrid            | 1–1               | Tottenham Hotspur  |
| ---------------------- | ----------------- | ------------------ |
| Ronaldo 43' (11-esből) | (1–1) Jegyzőkönyv | Varane 28' (öngól) |

| Santiago Bernabéu, Madrid Játékvezető: Szymon Marciniak (lengyel) |

| 2017. november 1. 20:45 |

| Tottenham Hotspur        | 3–1               | Real Madrid |
| ------------------------ | ----------------- | ----------- |
| Alli 27' 56' Eriksen 65' | (1–0) Jegyzőkönyv | Ronaldo 80' |

| Wembley Stadion, London Játékvezető: Cüneyt Çakır (török) |

| 2017. november 21. 20:45 |

| APÓEL | 0–6               | Real Madrid                                            |
| ----- | ----------------- | ------------------------------------------------------ |
|       | (0–4) Jegyzőkönyv | Modrić 23' Benzema 39' 45+1' Nacho 41' Ronaldo 49' 54' |

| GSZP Stadion, Nicosia Játékvezető: Artur Soares Dias (portugál) |

| 2017. december 6. 20:45 |

| Real Madrid                        | 3–2               | Borussia Dortmund  |
| ---------------------------------- | ----------------- | ------------------ |
| Mayoral 8' Ronaldo 12' Vázquez 81' | (2–1) Jegyzőkönyv | Aubameyang 43' 49' |

| Santiago Bernabéu, Madrid Játékvezető: Pavel Královec (cseh) |

|  | Bővebben: 2017–2018-as UEFA-bajnokok ligája (egyenes kieséses szakasz) |

| 2018. február 14. 20:45 (első mérkőzés), (tv:M4 Sport) |

| Real Madrid                                               | 3–1               | Paris Saint-Germain                                |
| --------------------------------------------------------- | ----------------- | -------------------------------------------------- |
| Ronaldo 45' (11-esből) 83' Marcelo 86' Isco 33' Nacho 78' | (1–1) Jegyzőkönyv | 33' 64' Rabiot 15' Neymar 25' Lo Celso 90' Meunier |

| Santiago Bernabéu, Madrid Nézőszám: 78 158 Játékvezető: Gianluca Rocchi (olasz) |

| Real Madrid | PSG |

| 2018. március 6. 20:45 (visszavágó), (tv:M4 Sport) |

| Paris Saint-Germain         | 1–2               | Real Madrid                                    |
| --------------------------- | ----------------- | ---------------------------------------------- |
| Cavani 70' 84' Verratti 66′ | (0–0) Jegyzőkönyv | 51' Ronaldo 80' Casemiro 32' Kovačić 78' Ramos |

| Parc des Princes, Párizs Nézőszám: 46,585 Játékvezető: Felix Brych (német) |

| PSG | Real Madrid |

|  | Bővebben: 2017–2018-as UEFA-bajnokok ligája (egyenes kieséses szakasz) |

| 2018. április 3. 20:45 odavágó,(tv:M4 Sport) |

| Juventus                 | 0–3               | Real Madrid                                       |
| ------------------------ | ----------------- | ------------------------------------------------- |
| Bentancur 27' Dybala 66′ | (0–1) Jegyzőkönyv | 3'• 64' Ronaldo 72' Marcelo 55' Ramos 88' Kovačić |

| Juventus Stadion, Torino, Olaszország Nézőszám: 40,849 Játékvezető: Cüneyt Çakır |

| Juventus | Real Madrid |

| 2018. április 11. 20:45 visszavágó,(tv:M4 Sport) |

| Real Madrid                                             | 1–3               | Juventus |
| ------------------------------------------------------- | ----------------- | --- |
| Ronaldo 90+8' (11-esből) 90+8' Carvajal 22' Marcelo 81' | (0–2) Jegyzőkönyv | 2'• 37'• 29' Mandžukić 61' Matuidi 17' Pjanić 36' Lichtsteiner 67' Alex Sandro 73' Douglas Costa 90' Benatija 90+3′ Buffon |

| Santiago Bernabéu stadion, Madrid, Spanyolország Nézőszám: 75,796 Játékvezető: Michael Oliver |

| Real Madrid | Juventus |

|  | Bővebben: 2017–2018-as UEFA-bajnokok ligája (egyenes kieséses szakasz) |

| 2018. április 25. 20:45 odavágó,(tv:M4 Sport, Sport 2) |

| Bayern München                    | 1 – 2               | Real Madrid                          |
| --------------------------------- | ------------------- | ------------------------------------ |
| Kimmich 28' Ribéry 52' Thiago 89' | (1 – 1) Jegyzőkönyv | 44' Marcelo 57' Asensio 78' Casemiro |

| Allianz Arena, München, Németország Nézőszám: 70 000 Játékvezető: Björn Kuipers (holland) |

| B. München | Real Madrid |

| 2018. május 1. 20:45 visszavágó,(tv:M4 Sport) |

| Real Madrid                                                     | 2–2               | Bayern München           |
| --------------------------------------------------------------- | ----------------- | ------------------------ |
| Benzema 10'• 45' Modrić 62' Vázquez 65' Varane 88' Casemiro 89' | (1–1) Jegyzőkönyv | 2' Kimmich 62' Rodríguez |

| Santiago Bernabéu stadion, Madrid, Spanyolország Nézőszám: 77,459 Játékvezető: Cüneyt Çakır (török) |

| Real Madrid | B. München |

| 2018. május 26. 21:45 (20:45), (tv:M4 Sport) |

| Real Madrid              | 3–1               | Liverpool FC |
| ------------------------ | ----------------- | ------------ |
| Benzema 51' Bale 64' 83' | (0–0) Jegyzőkönyv | Mané 55'     |

| Olimpiai Stadion, Kijev Játékvezető: Milorad Mažić (szerb) |

| Real Madrid | Liverpool |

| GK              | 1  | Keylor Navas      |  |     |
| RB              | 2  | Daniel Carvajal   |  | 37' |
| CB              | 5  | Raphaël Varane    |  |     |
| CB              | 4  | Sergio Ramos (c)  |  |     |
| LB              | 12 | Marcelo           |  |     |
| CM              | 10 | Luka Modrić       |  |     |
| CM              | 14 | Casemiro          |  |     |
| CM              | 8  | Toni Kroos        |  |     |
| AM              | 22 | Isco              |  | 61' |
| CF              | 9  | Karim Benzema     |  | 89' |
| CF              | 7  | Cristiano Ronaldo |  |     |
| Cserék:         |    |                   |  |     |
| GK              | 13 | Kiko Casilla      |  |     |
| DF              | 6  | Nacho Fernández   |  | 37' |
| DF              | 15 | Theo Hernández    |  |     |
| MF              | 20 | Marco Asensio     |  | 89' |
| MF              | 23 | Mateo Kovačić     |  |     |
| FW              | 11 | Gareth Bale       |  | 61' |
| FW              | 17 | Lucas Vázquez     |  |     |
| Vezetőedző:     |    |                   |  |     |
| Zinédine Zidane |    |                   |  |     |

| GK           | 1  | Loris Karius           |     |     |
| RB           | 66 | Trent Alexander-Arnold |     |     |
| CB           | 6  | Dejan Lovren           |     |     |
| CB           | 4  | Virgil van Dijk        |     |     |
| LB           | 26 | Andrew Robertson       |     |     |
| CM           | 7  | James Milner           |     | 83' |
| CM           | 14 | Jordan Henderson (c)   |     |     |
| CM           | 5  | Georginio Wijnaldum    |     |     |
| RF           | 11 | Mohamed Szaláh         |     | 31' |
| CF           | 9  | Roberto Firmino        |     |     |
| LF           | 19 | Sadio Mané             | 82' |     |
| Cserék:      |    |                        |     |     |
| GK           | 22 | Simon Mignolet         |     |     |
| DF           | 2  | Nathaniel Clyne        |     |     |
| DF           | 17 | Ragnar Klavan          |     |     |
| DF           | 18 | Alberto Moreno         |     |     |
| MF           | 20 | Adam Lallana           |     | 31' |
| MF           | 23 | Emre Can               |     | 83' |
| FW           | 29 | Dominic Solanke        |     |     |
| Menedzser:   |    |                        |     |     |
| Jürgen Klopp |    |                        |     |     |

| A mérkőzés legjobbja: Gareth Bale (Real Madrid) Asszisztensek: Milovan Ristić (szerb) Dalibor Đurđević (szerb) Negyedik játékvezető: Clément Turpin (francia) További asszisztensek: Nenad Đokić (szerb) Danilo Grujić (szerb) Tartalékjátkvezető: Nemanja Petrović (szerb) | Szabályok - 90 perc játékidő. - 30 perc hosszabbítás döntetlen esetén. - Ha ekkor sincs döntés, akkor tizenegyesek következnek. - Hét cserejátékos nevezhető, három becserélhető. |

## Statisztika
2018. május 26-án frissítve
| Kiírás             | Statisztikák | Statisztikák | Statisztikák | Statisztikák | Statisztikák | Statisztikák | Statisztikák | Kezdő forduló/ helyezés | Végső forduló/ helyezés | Mérkőzések dátumai   | Mérkőzések dátumai  | Mérkőzések dátumai |  |
| Kiírás             | M            | GY           | D            | V            | LG–KG        | GK           | Gy %         | Kezdő forduló/ helyezés | Végső forduló/ helyezés | Első                 | Utolsó              | Következő          |  |
| ------------------ | ------------ | ------------ | ------------ | ------------ | ------------ | ------------ | ------------ | ----------------------- | ----------------------- | -------------------- | ------------------- | ------------------ |  |
| La Liga            | 38           | 22           | 010          | 06           | 94 – 44      | +50          | 59.46        | 1                       | 3                       | 2017. augusztus 20.  | 2018. május 19      |                    |  |
| Spanyol kupa       | 06           | 03           | 02           | 01           | 11 – 06      | +5           | 50.00        | (legjobb 32)            | negyeddöntős            |                      |                     |                    |  |
| Spanyol szuperkupa | 02           | 02           | 0            | 0            | 5 – 01       | +4           | 100.00       | Döntő                   | Győztes                 | 2017. augusztus 13.  | 2017. augusztus 16. |                    |  |
| Bajnokok ligája    | 013          | 09           | 02           | 02           | 33 – 016     | +17          | 69.23        | Csoport mérkőzés        | Győztes                 | 2017. szeptember 13. | 2018. május 26.     |                    |  |
| Szuperkupa         | 01           | 01           | 0            | 0            | 2 – 01       | +1           | 100.00       | Döntő                   | Győztes                 | 2017. augusztus 8.   | 2017. augusztus 8.  |                    |  |
| Klubvilágbajnokság | 02           | 02           | 0            | 0            | 3 – 01       | +2           | 100.00       |                         | Győztes                 | 2017. december 13.   | 2017. december 16.  |                    |  |
| Összesen           | 54           | 035          | 011          | 08           | 127 – 57     | +79          | 64.81        |                         |                         |                      |                     |                    |  |

| Összesen | Összesen | Összesen | Összesen | Összesen | Összesen | Összesen | Otthon | Otthon | Otthon | Otthon | Otthon | Otthon | Idegenben | Idegenben | Idegenben | Idegenben | Idegenben | Idegenben | Idegenben |
| M        | GY       | D        | V        | LG–KG    | GK       | P        | M      | GY     | D      | V      | LG–KG  | GK     | M         | GY        | D         | V         | LG–KG     | GK        |           |
| -------- | -------- | -------- | -------- | -------- | -------- | -------- | ------ | ------ | ------ | ------ | ------ | ------ | --------- | --------- | --------- | --------- | --------- | --------- | --------- |
| 38       | 22       | 10       | 6        | 94–44    | +50      | 76       | 19     | 12     | 4      | 3      | 54–20  | +34    | 19        | 10        | 6         | 3         | 40–24     | +16       |           |

### Helyezések fordulónként
| Forduló  | 1  | 2 | 3 | 4  | 5 | 6  | 7  | 8  | 9  | 10 | 11 | 12 | 13 | 14 | 15 | 16 | 17 | 18 | 19 | 20 | 21 | 22 | 23 | 24 | 25 | 26 | 27 | 28 | 29 | 30 | 31 | 32 | 33 | 34 | 35 | 36 | 37 | 38 |
| -------- | -- | - | - | -- | - | -- | -- | -- | -- | -- | -- | -- | -- | -- | -- | -- | -- | -- | -- | -- | -- | -- | -- | -- | -- | -- | -- | -- | -- | -- | -- | -- | -- | -- | -- | -- | -- | -- |
| Helyszín | I  | O | O | I  | O | I  | O  | I  | O  | I  | O  | I  | O  | I  | O  | O  | I  | O  | O  | I  | I  | O  | I  | I  | O  | I  | O  | I  | O  | I  | O  | I  | O  | O  | I  | I  | O  | I  |
| Eredmény | GY | D | D | GY | V | GY | GY | GY | GY | V  | GY | D  | GY | D  | GY | V  | D  | V  | GY | GY | D  | GY | GY | GY | GY | V  | GY | GY | GY | GY | D  | GY | D  | GY | D  | V  | GY | D  |
| Helyezés | 1  | 5 | 7 | 4  | 8 | 6  | 5  | 3  | 3  | 3  | 3  | 3  | 4  | 4  | 4  | 4  | 4  | 4  | 4  | 4  | 4  | 4  | 4  | 3  | 3  | 3  | 3  | 3  | 3  | 3  | 4  | 3  | 3  | 3  | 3  | 3  | 3  | 3  |

Helyszín: O = Otthon; I = Idegenben. Eredmény: GY = Győzelem; D = Döntetlen; V = Vereség.
A csapat helyezései fordulónként, idővonalon ábrázolva.

### Lapok
2018. május 26-án frissítve
| #        | Nemz.         | Játékos           | Poszt       | La Liga   | La Liga                              | La Liga   | BL        | BL                                   | BL        | CdR       | CdR                                  | CdR       | Egyéb     | Egyéb                                | Egyéb     | Összesen  | Összesen                             | Összesen  |
| #        | Nemz.         | Játékos           | Poszt       | Sárga lap | sárga lap · 2. sárga lap · kiállítva | kiállítva | Sárga lap | sárga lap · 2. sárga lap · kiállítva | kiállítva | Sárga lap | sárga lap · 2. sárga lap · kiállítva | kiállítva | Sárga lap | sárga lap · 2. sárga lap · kiállítva | kiállítva | Sárga lap | sárga lap · 2. sárga lap · kiállítva | kiállítva |
| -------- | ------------- | ----------------- | ----------- | --------- | ------------------------------------ | --------- | --------- | ------------------------------------ | --------- | --------- | ------------------------------------ | --------- | --------- | ------------------------------------ | --------- | --------- | ------------------------------------ | --------- |
| 2        | Spanyolország | Dani Carvajal     | hátvéd      | 11        | 0                                    | 1         | 4         | 0                                    | 0         | 0         | 0                                    | 0         | 2         | 0                                    | 0         | 17        | 0                                    | 1         |
| 2        | Brazília      | Marcelo           | hátvéd      | 3         | 0                                    | 1         | 1         | 0                                    | 0         | 0         | 0                                    | 0         | 0         | 0                                    | 0         | 4         | 0                                    | 1         |
| 4        | Spanyolország | Jesús Vallejo     | hátvéd      | 0         | 0                                    | 0         | 0         | 0                                    | 0         | 1         | 0                                    | 1         | 0         | 0                                    | 0         | 1         | 0                                    | 1         |
| 6        | Spanyolország | Sergio Ramos      | hátvéd      | 7         | 2                                    | 0         | 3         | 0                                    | 0         | 1         | 0                                    | 0         | 1         | 0                                    | 0         | 12        | 2                                    | 0         |
| 7        | Portugália    | Cristiano Ronaldo | csatár      | 1         | 0                                    | 0         | 1         | 0                                    | 0         | 0         | 0                                    | 0         | 0         | 1                                    | 0         | 2         | 1                                    | 0         |
| 14       | Brazília      | Casemiro          | középpályás | 8         | 0                                    | 0         | 2         | 0                                    | 0         | 1         | 0                                    | 0         | 2         | 0                                    | 0         | 13        | 0                                    | 0         |
| 6        | Spanyolország | Nacho             | hátvéd      | 7         | 0                                    | 0         | 1         | 0                                    | 0         | 0         | 0                                    | 0         | 0         | 0                                    | 0         | 8         | 0                                    | 0         |
| 11       | Wales         | Gareth Bale       | csatár      | 5         | 0                                    | 0         | 1         | 0                                    | 0         | 0         | 0                                    | 0         | 1         | 0                                    | 0         | 7         | 0                                    | 0         |
| 23       | Horvátország  | Mateo Kovačić     | Középpályás | 3         | 0                                    | 0         | 2         | 0                                    | 0         | 1         | 0                                    | 0         | 0         | 0                                    | 0         | 6         | 0                                    | 0         |
| 8        | Németország   | Toni Kroos        | Középpályás | 4         | 0                                    | 0         | 0         | 0                                    | 0         | 0         | 0                                    | 0         | 0         | 0                                    | 0         | 4         | 0                                    | 0         |
| 10       | Horvátország  | Luka Modrić       | Középpályás | 3         | 0                                    | 0         | 2         | 0                                    | 0         | 0         | 0                                    | 0         | 0         | 0                                    | 0         | 5         | 0                                    | 0         |
| 17       | Spanyolország | Lucas Vázquez     | Középpályás | 3         | 0                                    | 0         | 1         | 0                                    | 0         | 0         | 0                                    | 0         | 0         | 0                                    | 0         | 4         | 0                                    | 0         |
| 1        | Costa Rica    | Keylor Navas      | kapus       | 1         | 0                                    | 0         | 0         | 0                                    | 0         | 0         | 0                                    | 0         | 1         | 0                                    | 0         | 2         | 0                                    | 0         |
| 5        | Franciaország | Raphaël Varane    | hátvéd      | 3         | 0                                    | 0         | 1         | 0                                    | 0         | 0         | 0                                    | 0         | 0         | 0                                    | 0         | 4         | 0                                    | 0         |
| 20       | Spanyolország | Marco Asensio     | középpályás | 2         | 0                                    | 0         | 0         | 0                                    | 0         | 0         | 0                                    | 0         | 0         | 0                                    | 0         | 2         | 0                                    | 0         |
| 22       | Spanyolország | Isco              | középpályás | 1         | 0                                    | 0         | 1         | 0                                    | 0         | 0         | 0                                    | 0         | 0         | 0                                    | 0         | 2         | 0                                    | 0         |
| 15       | Franciaország | Theo Hernández    | hátvéd      | 1         | 0                                    | 0         | 0         | 0                                    | 0         | 0         | 0                                    | 0         | 0         | 0                                    | 0         | 1         | 0                                    | 0         |
| 18       | Spanyolország | Marcos Llorente   | középpályás | 1         | 0                                    | 0         | 0         | 0                                    | 0         | 0         | 0                                    | 0         | 0         | 0                                    | 0         | 1         | 0                                    | 0         |
| 32       | Spanyolország | Óscar Rodríguez   | középpályás | 0         | 0                                    | 0         | 0         | 0                                    | 0         | 1         | 0                                    | 0         | 0         | 0                                    | 0         | 1         | 0                                    | 0         |
| Összesen | Összesen      | Összesen          | Összesen    | 63        | 2                                    | 2         | 19        | 0                                    | 0         | 5         | 0                                    | 1         | 7         | 1                                    | 0         | 95        | 3                                    | 3         |

### Góllövőlista
2018. május 26-án frissítve
| #        | Játékos           | Poszt    | La Liga | Copa del Rey | Bajnokok ligája | Egyéb1 | Összesen |
| -------- | ----------------- | -------- | ------- | ------------ | --------------- | ------ | -------- |
| 1        | Cristiano Ronaldo | CS       | 26      | 0            | 15              | 3      | 44       |
| 2        | Gareth Bale       | CS       | 16      | 1            | 1               | 3      | 21       |
| 3        | Karim Benzema     | CS       | 5       | 1            | 5               | 1      | 12       |
| 4        | Marco Asensio     | KP       | 6       | 2            | 1               | 2      | 11       |
| 5        | Isco              | KP       | 7       | 1            | 0               | 1      | 9        |
| 6        | Lucas Vázquez     | CS       | 4       | 3            | 1               | 0      | 8        |
| 7        | Casemiro          | KP       | 5       | 0            | 1               | 1      | 7        |
| 7        | Borja Mayoral     | CS       | 3       | 3            | 1               | 0      | 7        |
| 9        | Toni Kroos        | KP       | 5       | 0            | 0               | 0      | 5        |
| 9        | Marcelo           | V        | 2       | 0            | 3               | 0      | 5        |
| 9        | Sergio Ramos      | V        | 4       | 0            | 1               | 0      | 5        |
| 12       | Nacho             | V        | 3       | 0            | 1               | 0      | 4        |
| 13       | Dani Ceballos     | KP       | 2       | 0            | 0               | 0      | 2        |
| 13       | Achraf Hakimi     | V        | 2       | 0            | 0               | 0      | 2        |
| 13       | Luka Modrić       | KP       | 1       | 0            | 1               | 0      | 2        |
| Öngólok  | Öngólok           | Öngólok  | 3       | 0            | 0               | 1      | 4        |
| összesen | összesen          | összesen | 92      | 11           | 30              | 10     | 143      |

1 Magában foglalja 2017-es UEFA-szuperkupa, 2017-es Spanyol szuperkupa és 2017-es klubvilágbajnokság.

### Gólnélküli
2018. május 26-án frissítve
| Helyezés | Név          | La Liga | Copa del Rey | Bajnokok Ligája | Egyéb1 | Összesen |
| -------- | ------------ | ------- | ------------ | --------------- | ------ | -------- |
| 1        | Keylor Navas | 7       | 0            | 2               | 2      | 11       |
| 1        | Kiko Casilla | 3       | 3            | 1               | 0      | 7        |
| Összesen | Összesen     | 10      | 3            | 3               | 2      | 18       |

1 Magában foglalja 2017-es UEFA-szuperkupa, 2017-es Spanyol szuperkupa és 2017-es klubvilágbajnokság.

## Játékoskeret
2017. Szeptember 23. szerint
| Mezszám       | Név                                         | Nemzet  | Posztok | Szül. év (kor)                |         |         |         |         |         |
| Kapusok       | Kapusok                                     | Kapusok | Kapusok | Kapusok                       | Kapusok | Kapusok | Kapusok | Kapusok | Kapusok |
| ------------- | ------------------------------------------- | ------- | ------- | ----------------------------- | ------- | ------- | ------- | ------- | ------- |
| 1             | Keylor Navas                                | CRC     | K       | 1986. december 15. (38 éves)  |         |         |         |         |         |
| 13            | Kiko Casilla                                | ESP     | K       | 1986. október 2. (38 éves)    |         |         |         |         |         |
| 30            | Luca Zidane                                 | FRA     | K       | 1998. május 13. (27 éves)     |         |         |         |         |         |
| Védők         |                                             |         |         |                               |         |         |         |         |         |
| 2             | Dani Carvajal                               | ESP     | V       | 1992. január 12. (33 éves)    |         |         |         |         |         |
| 3             | Jesús Vallejo                               | ESP     | V       | 1997. január 5. (28 éves)     |         |         |         |         |         |
| 4             | Sergio Ramos (Csapatkapitány)               | ESP     | V       | 1986. március 30. (39 éves)   |         |         |         |         |         |
| 5             | Raphaël Varane                              | FRA     | V       | 1993. április 25. (32 éves)   |         |         |         |         |         |
| 6             | Nacho                                       | ESP     | V       | 1990. január 18. (35 éves)    |         |         |         |         |         |
| 12            | Marcelo (Csapatkapitány-helyettes)          | BRA     | V       | 1988. május 12. (37 éves)     |         |         |         |         |         |
| 15            | Theo Hernández                              | FRA     | V       | 1997. október 6. (27 éves)    |         |         |         |         |         |
| 19            | Achraf                                      | MAR     | V       | 1998. november 4. (26 éves)   |         |         |         |         |         |
| Középpályások |                                             |         |         |                               |         |         |         |         |         |
| 8             | Toni Kroos                                  | GER     | KP      | 1990. január 4. (35 éves)     |         |         |         |         |         |
| 10            | Luka Modrić                                 | CRO     | KP      | 1985. szeptember 9. (39 éves) |         |         |         |         |         |
| 14            | Casemiro                                    | BRA     | KP      | 1992. február 23. (33 éves)   |         |         |         |         |         |
| 18            | Marcos Llorente                             | ESP     | KP      | 1995. január 30. (30 éves)    |         |         |         |         |         |
| 20            | Marco Asensio                               | ESP     | KP      | 1996. január 26. (29 éves)    |         |         |         |         |         |
| 22            | Isco                                        | ESP     | KP      | 1992. április 21. (33 éves)   |         |         |         |         |         |
| 23            | Mateo Kovačić                               | CRO     | KP      | 1994. május 6. (31 éves)      |         |         |         |         |         |
| 24            | Dani Ceballos                               | ESP     | KP      | 1996. augusztus 7. (29 éves)  |         |         |         |         |         |
| Csatárok      |                                             |         |         |                               |         |         |         |         |         |
| 7             | Cristiano Ronaldo (3. számú Csapatkapitány) | POR     | CS      | 1985. február 5. (40 éves)    |         |         |         |         |         |
| 9             | Karim Benzema (4. számú Csapatkapitány)     | FRA     | CS      | 1987. december 19. (37 éves)  |         |         |         |         |         |
| 11            | Gareth Bale                                 | WAL     | CS      | 1989. július 16. (36 éves)    |         |         |         |         |         |
| 17            | Lucas Vázquez                               | ESP     | CS      | 1991. július 1. (34 éves)     |         |         |         |         |         |
| 21            | Borja Mayoral                               | ESP     | CS      | 1997. április 5. (28 éves)    |         |         |         |         |         |

## Tabella
| Hely. | Csapat                     | M  | Gy | D  | V  | G+ | G– | Gk  | P  | Továbbjutás vagy kiesés      |
| ----- | -------------------------- | -- | -- | -- | -- | -- | -- | --- | -- | ---------------------------- |
| 1.    | Barcelona (B)              | 38 | 28 | 9  | 1  | 99 | 29 | +70 | 93 | Bajnokok Ligája–csoportkör   |
| 2.    | Atlético de Madrid         | 38 | 23 | 10 | 5  | 58 | 22 | +36 | 79 | Bajnokok Ligája–csoportkör   |
| 3.    | Real Madrid CV             | 38 | 22 | 10 | 6  | 94 | 44 | +50 | 76 | Bajnokok Ligája–csoportkör   |
| 4.    | Valencia                   | 38 | 22 | 7  | 9  | 65 | 38 | +27 | 73 | Bajnokok Ligája–csoportkör   |
| 5.    | Villarreal                 | 38 | 18 | 7  | 13 | 57 | 50 | +7  | 61 | Európa-liga–csoportkör       |
| 6.    | Real Betis                 | 38 | 18 | 6  | 14 | 60 | 61 | −1  | 60 | Európa-liga, 2. selejtezőkör |
| 7.    | Sevilla                    | 38 | 17 | 7  | 14 | 49 | 58 | −9  | 58 |                              |
| 8.    | Getafe Ú                   | 38 | 15 | 10 | 13 | 42 | 33 | +9  | 55 |                              |
| 9.    | Eibar                      | 38 | 14 | 9  | 15 | 44 | 50 | −6  | 51 |                              |
| 10.   | Girona Ú                   | 38 | 14 | 9  | 15 | 50 | 59 | −9  | 51 |                              |
| 11.   | Real Sociedad              | 38 | 14 | 7  | 17 | 66 | 59 | +7  | 49 |                              |
| 12.   | Celta de Vigo              | 38 | 13 | 10 | 15 | 59 | 60 | −1  | 49 |                              |
| 13.   | Espanyol                   | 38 | 12 | 13 | 13 | 36 | 42 | −6  | 49 |                              |
| 14.   | Alavés                     | 38 | 15 | 2  | 21 | 40 | 50 | −10 | 47 |                              |
| 15.   | Levante Ú                  | 38 | 11 | 13 | 14 | 44 | 58 | −14 | 46 |                              |
| 16.   | Athletic Club              | 38 | 10 | 13 | 15 | 41 | 49 | −8  | 43 |                              |
| 17.   | Leganés                    | 38 | 12 | 7  | 19 | 34 | 51 | −17 | 43 |                              |
| 18.   | Deportivo de La Coruña (K) | 38 | 6  | 11 | 21 | 38 | 76 | −38 | 29 | Kiesik a Segunda Divisiónba  |
| 19.   | Las Palmas (K)             | 38 | 5  | 7  | 26 | 24 | 74 | −50 | 22 | Kiesik a Segunda Divisiónba  |
| 20.   | Málaga (K)                 | 38 | 5  | 5  | 28 | 24 | 61 | −37 | 20 | Kiesik a Segunda Divisiónba  |